# Бурмакино (село, Некрасовский район)
Бурмакино — село в Некрасовском районе Ярославской области России. 
В рамках организации местного самоуправления входит в сельское поселение Бурмакино, в рамках административно-территориального устройства является центром Бурмакинского сельского округа.

## География
Расположено в 31 километре к юго-востоку от центра города Ярославля.
В 4 км к востоку от села находится рабочий посёлок Бурмакино.

## История
Село Бурмакино в XVII столетии было административным центром обширных владений Троекуровых — потомков Ярославских удельных князей. Воскресенская церковь в селе выстроена на средства прихожан в 1739 году. 6 декабря 1869 года в селе было открыто начальное народное училище. 
В конце XIX — начале XX века село являлось центром Бурмакинской волости Ярославского уезда Ярославской губернии. В 1883 году в селе было 154 двора.
С 1929 года село являлось центром Бурмакинского сельсовета Нерехтского района, в 1944 года — в составе Бурмакинского района, с 1959 года — в составе Некрасовского района, с 2005 года — в составе сельского поселения Бурмакино.
В 2010 году рядом с основным храмом построена небольшая каменная однопрестольная церковь Петра и Павла с трехпролетной звонницей.

## Население
| 1859 | 1883 | 1897 | 2002 | 2007 | 2010 |
| ---- | ---- | ---- | ---- | ---- | ---- |
| 661  | ↘618 | ↘550 | ↗923 | ↗943 | ↘773 |

Согласно результатам переписи 2002 года, в национальной структуре населения русские составляли 95 % из 923 жителей.

## Инфраструктура
В селе имеются Бурмакинская средняя общеобразовательная школа № 2 (ныне действующее здание было построено в 1911 году), дом культуры, фельдшерско-акушерский пункт, отделение почтовой связи.

## Достопримечательности
В селе находится церковь Воскресения Христова, выстроенная прихожанами в 1739 году в ярославских традициях предыдущего века. С востока к ней примыкает гранёная апсида, словно вырубленная из дерева. Низкая трапезная была пристроена позднее. Шатровая колокольня разрушена в советское время. В интерьере храма уцелел иконостас в стиле барокко, а также стенописи XVIII века. В 2009 году церковь была полностью отреставрирована, построена новая колокольня.
В селе также находится новая Петропавловская церковь со звонницей (2010).